# جورج واشنطن توماس
جورج واشنطن توماس (بالإنجليزية: George Washington Thomas, Jr.)‏ هو عازف جاز وكاتب أغاني وعازف بيانو أمريكي، ولد في 9 مارس 1883 في باين بلاف في الولايات المتحدة، وتوفي في 6 مارس 1937 في شيكاغو في الولايات المتحدة.

## وصلات خارجية
- جورج واشنطن توماس على موقع ميوزك برينز (الإنجليزية)
- جورج واشنطن توماس على موقع قاعدة بيانات برودواي على الإنترنت (الإنجليزية)
- جورج واشنطن توماس على موقع ديسكوغز (الإنجليزية)
- جورج واشنطن توماس على موقع ديسكوغز (الإنجليزية)